# L’Wren Scott
L’Wren Scott (aufgewachsen als Laura „Luann“ Bambrough; * 28. April 1964; † 17. März 2014 in New York City) war eine US-amerikanische Modedesignerin und Model. Sie war eine erfolgreiche Stylistin in Hollywood, deren Kleidung von bekannten Schauspielern und Politikern getragen wurde.

## Biografie

### Frühe Jahre
Da L’Wren Scott bereits als Baby zur Adoption freigegeben wurde, ist über ihre leiblichen Eltern nichts bekannt. Mit zwei Stiefgeschwistern wuchs sie als Laura Bambrough bei ihren Adoptiveltern Ivan und Lula Bambrough in einer Mormonenfamilie in Roy (Utah) auf.
In ihrer Erziehung war es den Bambroughs wichtig, den Kindern den Wert von Verzicht und harter Arbeit zu vermitteln. Später machte L’Wren Scott das Verinnerlichen dieser Grundhaltung maßgeblich für ihren Erfolg verantwortlich. Bereits während sie noch die Highschool in Roy besuchte, begann sie selbst, Kleidung zu entwerfen.
Im Alter von 17 Jahren wurde sie beim Skifahren von dem Starfotografen Bruce Weber entdeckt, der von der 1,91 m großen Frau fasziniert war und ihr riet, Model zu werden und nach Paris zu gehen. Sie befolgte seinen Rat nach Abschluss der Schule.

### Karriere
Sie änderte ihren bürgerlichen Namen in den Künstlernamen „L’Wren Scott“, und Bruce Weber fotografierte sie für Calvin Klein. Es folgten zahlreiche weitere Engagements. In Paris arbeitete sie für Thierry Mugler, Chanel und andere, darunter für die Fotografen Guy Bourdin, David Bailey und Jean-Paul Goude.
L’Wren Scott zog Mitte der 1990er Jahre nach Los Angeles. Sie etablierte sich als Stylistin und arbeitete mit Herb Ritts, Helmut Newton, Karl Lagerfeld und Mario Sorrenti zusammen. Ein Karrieresprungbrett war die Werbekampagne für Elizabeth Taylors „White Diamonds“, auf welche viele Aufträge folgten, unter anderem 2009 und 2011 mit Madonna. Die US-Amerikanerin entwarf Kostüme für Filme wie Diabolisch, Ocean’s 13, Eyes Wide Shut und Shine a Light, einen Konzertfilm von Martin Scorsese über die Rolling Stones. Ihre Kreationen wurden von Schauspielerinnen wie Nicole Kidman, Sarah Jessica Parker und Angelina Jolie und von der First Lady Michelle Obama getragen.
2006 gründete L’Wren Scott ihr eigenes Modelabel, das Frauenkleidung, Handtaschen, Düfte und Sonnenbrillen vertrieb. Zu ihren prominenten Kundinnen gehörten unter anderem Schauspielerinnen wie Sarah Jessica Parker, Amy Adams und Christina Hendricks. Die Kleider waren extravagant und auffällig, dennoch wurden sie nicht nur von Nicole Kidman zu mehreren Oscar-Verleihungen getragen, sondern auch von First Lady Michelle Obama.

### Privatleben
L’Wren Scott war zweimal verheiratet, doch ihre Ehen waren von kurzer Dauer. Zwischen 1990 und 1993 war sie mit dem britischen Projektentwickler Andrew Ladsky verheiratet. Nur einen Monat nach der Scheidung heiratete sie 1993 Anthony Blake Brand, der Manager der Prada-Filiale in Beverly Hills war. Die beiden trennten sich bereits nach nur einem Ehejahr. Rechtskräftig geschieden wurden sie jedoch erst 1997.
Von 2001 bis zu ihrem Tod 2014 war sie die Lebensgefährtin des Musikers Mick Jagger, dem Frontmann der The Rolling Stones.
Als Paar erregten sie Aufmerksamkeit, und die Kameras klickten, egal, wo sie auftraten. Der erfolgreiche Sänger und die 13 Zentimeter größere Designerin galten als Glamourpaar auf dem roten Teppich. Mick Jagger unterstützte seine Lebensgefährtin finanziell bei der Gründung ihres Unternehmens (2006). Sie wollte ihn jedoch nicht um Geld bitten, um das Unternehmen später vor der Pleite zu bewahren. Unterschiedliche Quellen haben ihre Schulden auf sechs bis neun Millionen Euro geschätzt.

### Tod
Nach jahrelangen Depressionen starb L’Wren Scott am 17. März 2014, einen Monat vor ihrem 50. Geburtstag, in ihrem Apartment in Manhattan durch Strangulation. Der Suizid wurde am 20. März 2014 nach der Obduktion durch die Gerichtsmedizin bestätigt.
Mick Jagger lud etwa 60 Gäste zu einer Gedenkfeier für L’Wren Scott ein, die am 25. März 2014 auf dem Hollywood Forever Cemetery in Los Angeles stattfand. Seine Töchter Jade Jagger und Georgia May Jagger sowie zwei seiner Enkelkinder nahmen ebenfalls daran teil.
Zur endgültigen Bestattung übergab Mick Jagger L’Wren Scotts Urne der Familie Bambrough, die sie im Grab ihrer Adoptiveltern in Ogden beisetzte.